# Johan Eiswohld
Johan Eiswohld, född 21 juni 1990, är en svensk före detta fotbollsspelare. 

## Karriär
Eiswohld började karriären i Södra Sandby IF, men gick som ungdom till Lunds BK där han utvecklades och köptes av Helsingborgs IF. Eiswohld debuterade i Allsvenskan den 9 november 2008 när Helsingborgs IF mötte IFK Göteborg. 
Åren 2012-2016 spelade Eiswohld i Ängelholms FF. Han gjorde sitt första mål i Superettan borta mot Umeå FC den 28 maj 2012. 
I november 2016 värvades Eiswohld av IK Sirius, där han skrev på ett tvåårskontrakt. Efter säsongen 2018 lämnade Eiswohld klubben.
Eiswohld tvingades avsluta sin karriär 2019 efter en hjärnskakning han ådrog sig under säsongen 2018.